# هيرمان شولتز
هيرمان شولتز (بالسويدية: Herman Schultz)‏ هو أستاذ جامعي وعالم فلك سويدي، ولد في 7 يوليو 1823 في Nykvarn ‏ في السويد، وتوفي في 8 مايو 1890 في ستوكهولم في السويد.